# Америго Веспучи
Америго Веспучи (на италиански: Amerigo Vespucci; на испански: Américo Vespucio / Amerigo Vespucci) (1454 – 1512) е италиански търговец, мореплавател и картограф.
Участва в I испанска (1499 – 1500) и I португалска (1501 – 1502) експедиция край бреговете на Южна Америка. Официално все още се приема, че е първият, който публично изказва предположението, че тези земи са нов континент, а не част от Азия. През 1507 г. германският картограф Мартин Валдзеемюлер в „Увод в космографията“ нарича на негово име новооткрития континент.

## Биография и дейност
Америго Веспучи е роден на 9 март 1454 г. във Флоренция. Баща му Настасио Веспучи е нотариус. Семейството му се считало за едно от най-културните и уважавани в града. Като пример се посочва как през 1472 г. баща му възлага на един от най-известните художници Доменико Гирландайо да изрисува семейството на стените на църква, построена от негов прародител през 1383 г. Важна роля в живота на Америго играе чичо му Джорджо Антонио Веспучи, каноник, учен, колекционер на ръкописи и собственик на богата библиотека. Когато достига възраст за училище Америго постъпва в училището на чичо си, което е открито през 1450 г. и в него се обучават децата на флорентинската аристокрация. Именно чичо му е този, който възбужда интереса на младия Веспучи към математиката и астрономията.
Никой по това време не предполага, че Америго ще стане известен мореплавател и картограф. Започва работа в банката на Медичите, отначало като писар, а след това като счетоводител. Вече е на близо 40 години, когато през 1493 г. съдбата го изпраща в Севиля, където извършва ревизия на клона на банката на Медичите, и където остава години. През същата тази година Веспучи се среща с Христофор Колумб и участва в подготовката на втората му експедиция.

## Плавания
Според публикуваната за пръв път в Париж през 1504 година Mundus novus („Нов свят“) – на латински и публикуваната във Флоренция някъде в началото на 1505 г. Lettera al Soderini („Писмо до Содерини“) – на италиански, втората получила популярност в цяла Европа (с изключение на Испания и Португалия) след отпечатването ѝ на латински като част от „Увод в космографията“ в лотарингския град Сен Дие през 1507 г., Веспучи извършва четири плавания до Америка. Трябва обаче веднага да се отбележи, че мнозинството от изследователите считат т.нар. „първо“ плаване за измислено копие на т.нар. „второ“, тъй като за него не е открит друг документ, който да го потвърждава (с изкл. на т.нар. „Фрагмент Ридолфи“, за който ще стане дума по-надолу) и единственият източник на информация за него е Lettera al Soderini. По същата причина сериозни съмнения съществуват и относно достоверността на т.нар. „четвърто“ плаване – както дали Веспучи е участвал в него, така и дали изобщо е съществувало.

### Първо плаване
„Първо“ плаване – от 10 май 1497 г. до 15 октомври 1498 г. (според Lettera al Soderini) под испански флаг. Именно твърдението в Lettera al Soderini – в оригинал: „Partimmo di questo porto (e la provincia si dice Parias)“, че експедицията е стъпила на брега на Париас (северното крайбрежие на Южна Америка) приблизително една година преди корабите от третата експедиция на Колумб ще стане основната причина Валдзеемюлер да приеме, че Америка е открита от Веспучи (както впоследствие са считали почти до края на 16 век) и да предложи името „Америка“. Относно произхода на самото име – на латински Веспучи нарича себе си Albericus Vespucius, а на италиански – Amerigo Vespucci, така че в крайна сметка Валдземюлер избира за името на новия континент версия на първото му име, като му придава женската форма Америка. Америго от своя страна е вероятно италианска форма на средновековното име Емерикус, което през немската форма Хейнрих (Heinrich) идват от германското име Haimirich.

### Второ плаване
„Второ“ плаване – от 18 май (16 май според Lettera al Soderini) 1499 г. – датата е спорна, до неуточнена дата през юни (8 септември според Lettera al Soderini) 1500 г., – датата е спорна, пак под испански флаг.
Експедицията, в която Веспучи взима участие като щурман (според някои източници – само като търговски експерт) е ръководена от Алонсо де Охеда и има за цел Южна Америка или както я наричат – Нова Индия. Флотилията от два кораба минава през протока между континента и остров Тринидад. Завива на югоизток, открива крайбрежието между устията на Ориноко и Амазонка, след което се връща обратно, при което са открити делтата на Ориноко и остров Кюрасао. Откритото крайбрежие Алонсо де Охеда нарича Венецуела, а доколкото може да се съди по оскъдната и за това плаване информация за самия Веспучи – вече възрастният банков служител се оказва превъзходен щурман, а към края му и опитен моряк.

### Трето плаване
„Трето“ плаване (единственото, описано и в двете публикации) – от 13 май (10 май според Lettera al Soderini) 1501 г. – датата е спорна, до 7 септември 1502 г. под португалски флаг.
През 1501 г. португалският крал Мануел I решава да изпрати нова експедиция към току-що откритата от Педро Алвариш Кабрал нова земя Бразилия и най-вероятно търсейки хора, вече плавали в тези води, се сеща за отлично справилия се щурман, назначавайки го за ръководител на новата експедиция (ролята на Веспучи в нея е също обект на спорове, според някои изследователи ръководител е мореплавателя Гонсалу Коелю). Експедицията изследва брега на Бразилия от 16° до 25° ю.ш., в т.ч. залива Гуанабара (1 януари 1502, 22°52′ ю. ш. 43°10′ з. д. / 22.866667° ю. ш. 43.166667° з. д.). Преди това на 3°51′ ю. ш. 32°25′ з. д. / 3.85° ю. ш. 32.416667° з. д. в Атлантическия океан вторично открива остров Фернанду ди Нороня (18,4 км2). По пътя на връщане на 20°30′ ю. ш. 29°20′ з. д. / 20.5° ю. ш. 29.333333° з. д. открива архипелага Триндади (10,4 км2).

### Четвърто плаване
„Четвърто“ плаване – от 10 май 1503 г. до 18 юни 1504 г. (според Lettera al Soderini) пак под португалски флаг.
Според някои изследователи това може би е била втората експедиция ръководена от Гонсало Коельо. В този случай липсата на информация за нея, както и за много други португалски плавания има логично обяснение – голямото земетресение и последвалия го пожар в Лисабон от 1 ноември 1755 г., при което много документи са унищожени от огъня.
Други документи
Освен горните две публикации, за мореплавателската дейност на Веспучи свидетелстват още всичко четири документа:
Три писма до Лоренцо ди Пиерфранческо Медичи:
1. Първото – писано в Севиля на 18 юли 1500 година, което описва експедиция на две испански каравели през 1499 – 1500, т.е. – т.нар „второ“ плаване. От това писмо са запазени 6 копия, нито едно от тях писано от ръката на Веспучи, но практически идентични едно с друго.
2. Второто – писано на островите Кабо Верде на 4 юни 1501 г., в началото на неговото т.нар. „трето“ пътуване. Почти изцяло разказва за завръщащата се от Индия експедиция на Педро Алвариш Кабрал (същата, заради която крал Мануел I, организира експедицията на Веспучи). Било е открито и публикувано в 1827 г.
3. Третото – писано в Лисабон след приключването на „третото“ плаване“ в 1502 г. (точната дата не е посочена). Познато е като „Писмото от Лисабон“ и е открито и публикувано в 1789 г.

Част от писмо на италиански, без подпис и дата, като не е известен и получателя. Документът е открит от Роберто Ридолфи, поради което се нарича на негово име „Фрагмент Ридолфи“ (Frammento Ridolfi) и е публикуван през 1937 г. Представлява серия от отговори на запитвания и критики на хора, запознати с предишни писма на автора. Стилът, на който е написан и предметът на дискусията карат изследователите да считат, че това писмо има пряко отношение към пътешествията на Веспучи.
„Казусът“ Веспучи
Като цяло ролята на Веспучи в изследването на Америка е изключително спорна. Докато някои изследователи предполагат, че в Mundus novus и Lettera al Soderini Веспучи е преувеличавал своята роля и е писал измислици, някои са на мнение, че двете писма са фалшификации, писани от казано на съвременен език „журналисти“. Като най-логична изглежда тезата, че тези публикации са имали като основа оригинални писма на Веспучи, които впоследствие са били сензационно подправени, за да привлекат интереса на широката публика. Тази теза е формулирана за пръв път от италианския историк Алберто Маняги през 1924 г. Като едно от косвените доказателства за нея може да се посочи, че в двете публикации се срещат пасажи, копирани почти дословно от считаните за оригинални частни писма на Веспучи, но включени като част от други плавания.
В този дебат решаващо значение може да получи „Frammento Ridolfi“ (при положение, че бъде установено кой е неговият автор) тъй като в него се чете: „che dua n'ho fatti alla parte d'occidente per l'Oceano Mare, pigliando tuttavia della parte di mezzodi’ e del vento libeccio, e una inverso austro per il Mare Atlantico“ или „Тъй като две (пътешествия – бел. пр.) направих на запад през морето Океан, взимайки (посока – бел. пр.) все на юг и по вятъра Либечо (югозапад – бел. пр.) и едно към юг през Атлантическото море“; и малко по-нататък: „E vi posso fare testimonianza di questo: che quando fui a discoprire per il re di Castiglia, il secondo viaggio...“ или – „И мога да ви свидетелствам, че когато бях да откривам за краля на Кастиля, второто пътешествие...“. Накратко, все още неизвестният автор на „Frammento Ridolfi“ упорито твърди, че е извършил твърде съмнителното „първо“ плаване.
Остава обаче лесно доказуемият факт, че именно в Mundus novus и Lettera al Soderini и само в тях авторът им (Веспучи?) нарича новооткритите земи „нов свят (континент)“, докато в запазените частни писма (трите до Lorenzo di Piero Francesco dei Medici и така наречения „Frammento Ridolfi“) тази дума не се споменава; нещо повече – Веспучи на няколко пъти говори за „източна Азия“. Поради това, ако се приеме, че публикациите не са писани от него, а от неизвестни автори, то практически следва, че заслугите на Веспучи относно декларирането на новооткритите земи като континент стават минимални.
Приживе никой не поставя под въпрос авторитета на Веспучи (на 22 март 1508 г. крал Фернандо го назначава за „Piloto Mayor de Castilla“ – „Главен щурман на Кастиля“), но след смъртта му върху него се изсипва лавина от обвинения. Валдземюлер, разбирайки своята грешка да даде името на Веспучи не на няколко големи острова, а на цял един континент се опитва да обясни недоразумението (на публикуваната от него през 1513 г. карта на света името Америка отсъства). Колумб също вече не е между живите и се оказва, че практически няма кой да възстанови справедливостта. Интересен факт е, че в открито по-късно писмо, датирано 1505 г. (година преди смъртта на Колумб) и адресирано от Колумб до сина му, адмиралът пише за Веспучи като за честен и дълбоко порядъчен човек. Остава неизяснен въпросът дали Колумб е знаел за вече съществуващите (но неотпечатани в Испания) Mundus novus и Lettera al Soderini, и дали мнението му за Веспучи е останало положително въпреки тях.
Америго Веспучи умира тихо и незабележимо в Севиля на 22 февруари 1512 г. В Севиля пренасят по-късно и праха на Колумб. Така за последен път се пресичат пътищата на двама души, единият от които открива Новия Свят, предполагайки, че стига до Индия, а вторият – пряко или косвено обявява на света, че е открит нов, неизвестен дотогава континент.